# Cheleiros
Cheleiros is een plaats (freguesia) in de Portugese gemeente Mafra en telt 1365 inwoners (2001).

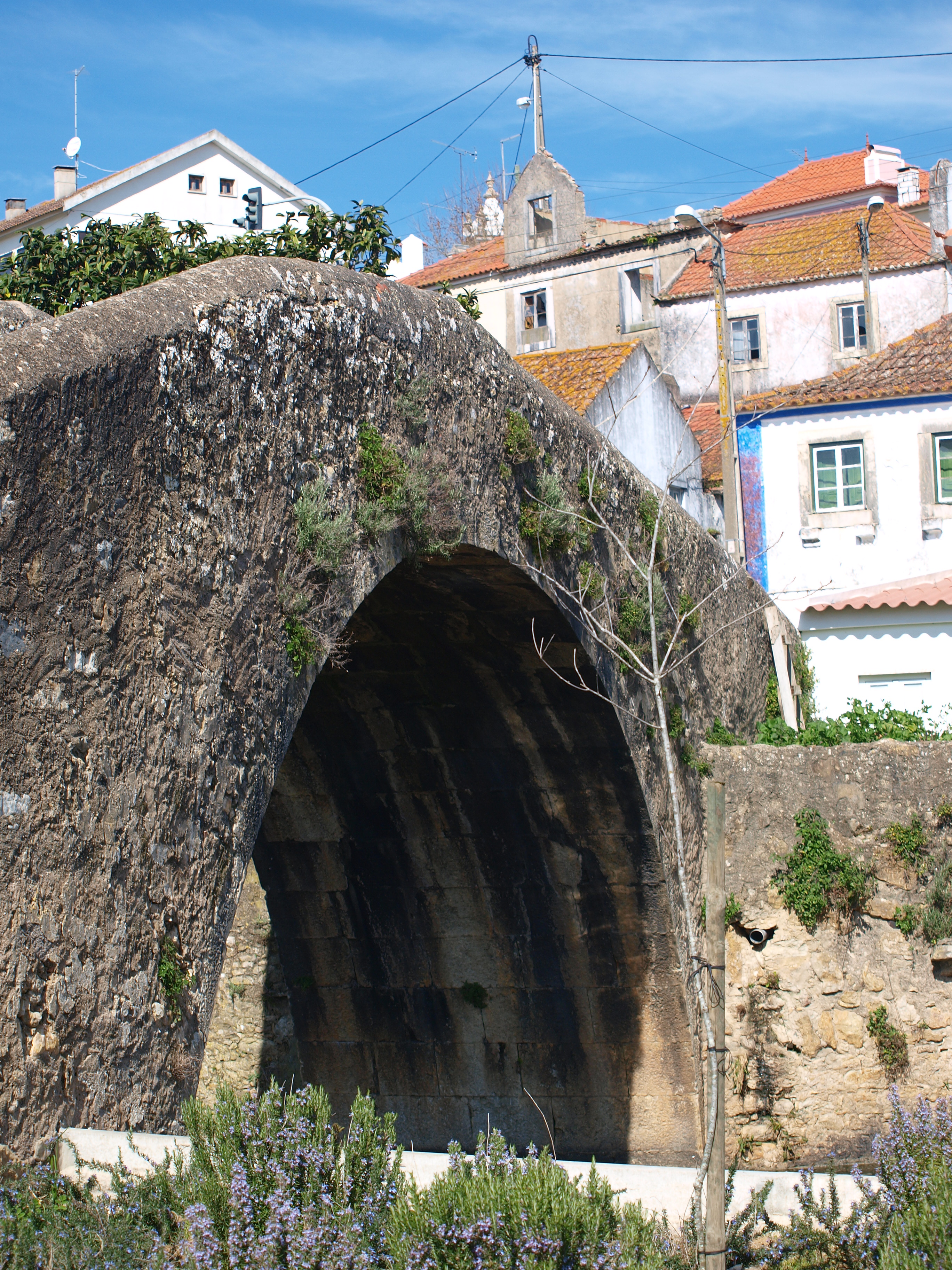
Cheleiros